# Sylwia Stanny
Sylwia Stanny (ur. 29 grudnia 1961) – polska kajakarka, mistrzyni i reprezentantka Polski, medalistka Letniej Uniwersjady (1987).

## Kariera sportowa
Była zawodniczką Górnika Czechowice. Jej największym sukcesem międzynarodowym był brązowy medal Uniwersjady w 1987 w konkurencji K-4 500 m (partnerkami były Izabela Dylewska, Bogumiła Łącka i Beata Lewicka).
Seściokrotnie była mistrzynią Polski: 
- K-2 500 m: 1985, 1986 (w dwóch startach z Ewą Piróg), 1990, 1991 (w dwóch startach z Renatą Oleś)
- K-4 500: 1983
- K-2 5000 m: 1990 (z Renatą Oleś)

Pracuje jako trener w MOSM Tychy, a jej najwybitniejszą zawodniczką była Karolina Naja. Jej mąż, Marek Stanny również jest trenerem.